# زاک کووالکیک
زاک کووالکیک (انگلیسی: Zak Kovalcik؛ زادهٔ ۲۶ آوریل ۱۹۸۳) دوچرخه‌سوار اهل ایالات متحده آمریکا است.
وی در مسابقات کشوری و بین‌المللی در مجموع برندهٔ ۱ مدال نقره، ۱ مدال برنز شده‌است.